# Jonas Collett
Jonas Collett (25. marts 1772, Rønnebæksholm i Næstved på Sjælland - 3. januar 1851 i Christiania) var en norsk embedsmand og statsråd. Han var søn af kammerråd Johan Collett (1734-1806) og Else Elisabeth Ramus Jensen (1746-1788), bror af Peter Collett (1767-1823) og eidsvollsmanden Johan Collett. Faren ejede godset Rønnebæksholm, men solgte det i 1777, hvorefter familien flyttede til København. Collett studerede ved Københavns Universitet og blev cand.jur. i 1793.